# Neolebias
Neolebias es un género de peces de la familia Citharinidae en el orden de los Characiformes.

## Especies
Las especies de este género son:
- Neolebias ansorgii Boulenger, 1912
- Neolebias axelrodi Poll & Gosse, 1963
- Neolebias gossei (Poll & Lambert, 1964)
- Neolebias gracilis Matthes, 1964
- Neolebias kerguennae Daget, 1980
- Neolebias lozii Winemiller & Kelso-Winemiller, 1993
- Neolebias philippei Poll & Gosse, 1963
- Neolebias powelli Teugels & Roberts, 1990
- Neolebias spilotaenia Boulenger, 1912
- Neolebias trewavasae Poll & Gosse, 1963
- Neolebias trilineatus Boulenger, 1899
- Neolebias unifasciatus Steindachner, 1894